# Psachonethes elbursanus
Psachonethes elbursanus är en kräftdjursart som beskrevs av Helmut Schmalfuss1986. Psachonethes elbursanus ingår i släktet Psachonethes och familjen Trichoniscidae. Inga underarter finns listade i Catalogue of Life.